# جزيرة الريم

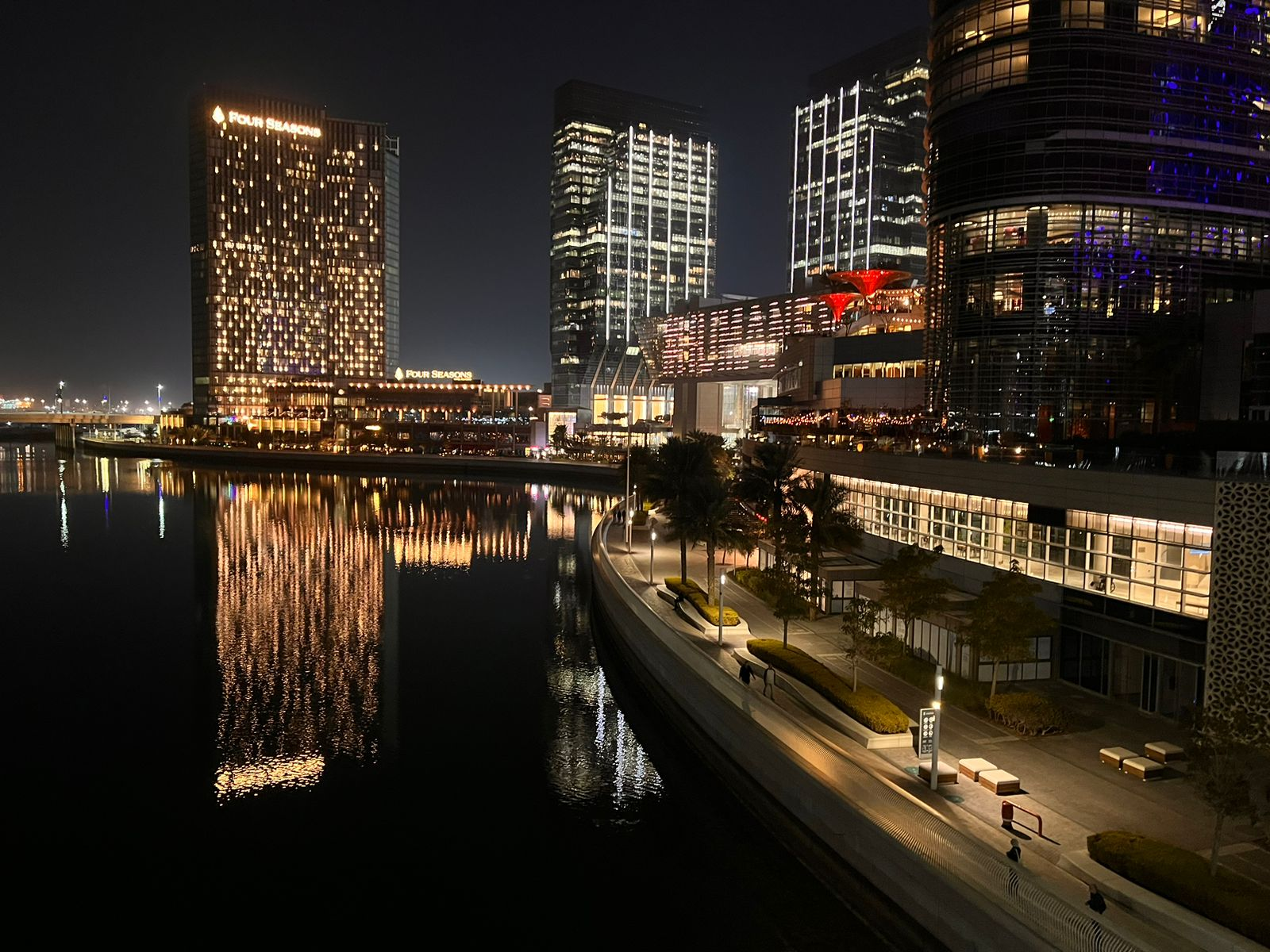
جزيرة الريم ليلاً

جزيرة الريم أو جزيرة أبو الشعوم أو جزيرة لؤلؤة الإمارات هي جزيرة إماراتية تتبع إمارة أبو ظبي، وتبعد عن الساحل الشمالي الشرقي لمدينة أبوظبي 300 متر، ويمكن الوصول لها بواسطة جسرين، تبعد الجزيرة 20 دقيقة عن مطار زايد الدولي، وتعد مركزاً لمجموعة متميزة من المشاريع السكنية والتجارية، كما تقع على مقربة من جزيرة السعديات وجزيرة الماريه، تضم الجزيرة أبراج البوابة التي تعتبر أحد المعالم المعمارية الهامة في أبو ظبي، بالإضافة إلى جامعة السوربون أبوظبي التي تعتبر أول مؤسسة فرنسية للتعليم العالي تفتح أبوابها في الخليج. الجزيرة تحت تطوير عدة شركات استثمارية: شركة طموح للاستثمار، وشركة صروح، وشركة ريم للاستثمار، وتبلغ مساحتها 6.5 مليون متر مربع، وقد تجاوزت الإستثمارات فيها أكثر من 30 مليار دولار. واكتسب المشروع اهتمام عالمي، لأنه أحد أول الأماكن المفتوحة في أبوظبي بحيث يمكن للمستثمرين الأجانب شراء العقارات بنظام التأجير طويل المدى. تأخر تسليم الوحدات بسبب عدة مشاكل، ولكن خلال الربع الأول من عام 2011م، بدأت عملية التسليم وسيستوعب نحو 200,000 شخص عند انتهائه.
افتتحت مدرسة ريبتون في مارس 2013م، كأول مدرسة في الجزيرة.
أصبحت جزيرة الريم اليوم تحتوي على مجموعة كبيرة من مراكز التسوق والمدارس والجامعات بالإضافة إلى الفنادق والمرافق الترفيهية وتتميز بأسلوب حياة عصري متطور ومناظر خلابة على البحر والمناطق المحيطة. وقد استوحت أبراج المنطقة تصاميمها من آثار ستونهنج التاريخية في إنجلترا وتتميز المنطقة بضمها ريم سنترال بارك وريم مول.
في عام 2024 تم توسيع سلطة سوق أبوظبي العالمي ، المركز المالي الدولي لعاصمة الإمارات.كمنطقة مالية حرة إلى جزيرة الريم.

## أبراج البوابة
تتألف أبراج البوابة الموجودة في جزيرة الريم من ثلاثة أبراج ضخمة هي برج البوابة1 وبرج البوابة2 وبرج البوابة3 وترتبط جميع هذه الأبراج مع بعض بجسر معلق وتشترك بالطوابق الأرضية والطابق الأول وطابق البوديوم المبنية على شكل منصة استنادية. تضم أبراج البوابة 64 طابقا بإرتفاع  780 قدم وتمتد على مساحة 465870 متراً مربعاً ويوفر 3533 وحدة سكنية. يحتوي كل برج على 6 مصاعد لنقل السكان والزوار ومصعد خدمة، كما يحوي كل برج على ثلاث طوابق مخصصة لمواقف السيارات بسعة 4655 سيارة. وبذلك يعتبر البرج عبارة عن أيقونة هندسية جميلة حازت على جائزة دولية عن فئة أفضل مبنى مرتفع في أبوظبي من قبل سي إن بي سي في العام 2009.

## انظر أيضاً

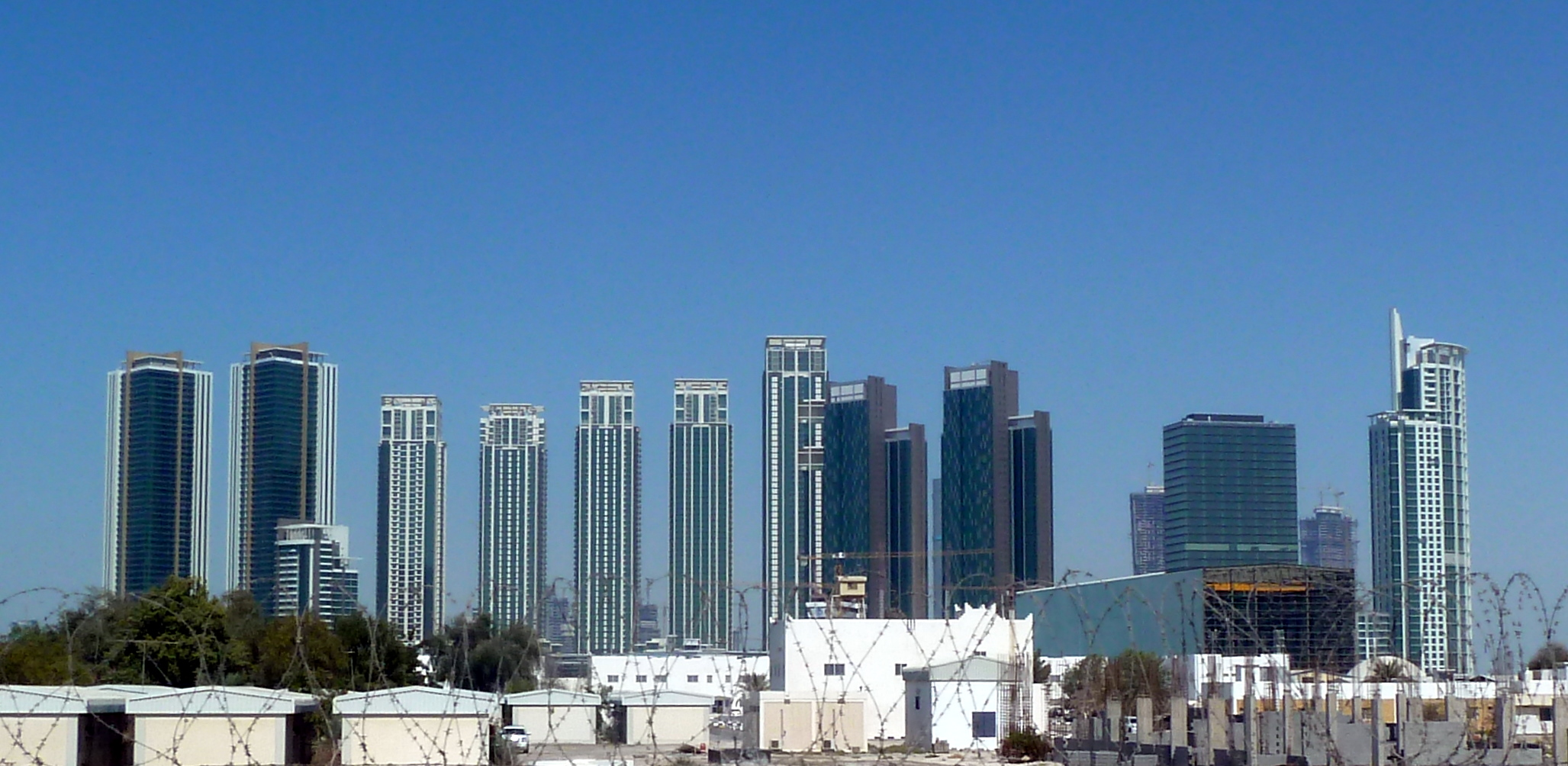
جزيرة الريم